# Joseph Menna
Joseph Francis Menna (né le 17 mars 1970) est un sculpteur et graveur américain qui travaille dans le domaine de la sculpture numérique et traditionnelle. Il est graveur en chef de la Monnaie des États-Unis depuis février 2019.

## Biographie

### Jeunesse et études
Menna grandit dans le New Jersey. Après avoir obtenu son diplôme à la Highland Regional High School, il s'inscrit à l'université des arts de Philadelphie, d'où il sort diplômé en 1992. En 1994, il obtient une maîtrise de la New York Academy of Art. Il fréquente également l'académie des arts et de l'industrie de Saint-Pétersbourg, en Russie et complète sa formation par des études à l'Arts Students League et au Sculpture Center à Manhattan, New York.
En tant que sculpteur professionnel, Menna compte parmi ses clients la Monnaie des États-Unis, DC Comics, Fisher-Price et Hasbro, entre autres.

### Monnaie des États-Unis
En 2005, Menna rejoint la Monnaie des États-Unis en tant que sculpteur de médailles. Il sculpte le dessin créé par Lyndall Bass, designer associée du programme Artistic Infusion de la Monnaie des États-Unis, sur la pièce de 1 cent Lincoln et ses initiales, JFM, apparaissent au revers de la pièce sous le côté droit du parchemin.
Son travail de sculpture est également visible sur la pièce de 25 cents du parc national des Everglades de 2014.
Menna réalise également la sculpture numérique de la Statue de l'Unité, située à Gujarat, en Inde. Il s'agit actuellement de la plus haute statue du monde, avec ses 597 pieds (à peu près 182 mètres).
En février 2019, Menna devient le 14e graveur en chef de la Monnaie des États-Unis. Le poste était resté vacant depuis 2010.

### Vie privée
Résidant à Bordentown, dans le New Jersey, Menna et sa femme ont trois enfants.

## Œuvres
À part la pièce de 1 cent Lincoln, Menna est également crédité de la conception ou de la sculpture d'autres pièces : 
- Avers de la pièce « premières dames » Martha Washington[9] ;
- Avers de la pièce « premières dames »  Abigail Adams[10] ;
- Avers de la pièce de l'Utah de la série des 50 États[11] ;
- Avers de la pièce George Washington de la série des présidents[12] ;
- Avers de la pièce Thomas Jefferson de la série des présidents[13] ;
- Avers de la pièce William Henry Harrison de la série des présidents[14] ;
- Avers de la médaille en or de la Monnaie de San Francisco[2].